# Juan Francisco de Ibarra y Calvo
Juan Francisco de Ibarra y Calvo (15 de agosto de 1683, Cartago, Costa Rica - íd., 7 de marzo de 1737) fue un militar y gobernante de Costa Rica.
Fue un funcionario indiano, bautizado en Cartago, Costa Rica, el 15 de agosto de 1683. Fue hijo de Juan de Ibarra y Francisca Calvo y Abarca, hija de Alférez Tomas Lorenzo Calvo y Chinchilla y de Eugenia Gertrudis de Abarca y Latras de Chaves . Casó en primeras nupcias el 23 de octubre de 1710 con Petronila de Moya y Alvarado, y en segundas el 9 de abril de 1718 con Catalina González Camino y Peralta.
En las milicias alcanzó el grado de Sargento Mayor. Fue Teniente General del valle de Matina en 1714, regidor perpetuo de Cartago, Teniente General de Cartago en 1731 y alcalde Ordinario interino de primer voto de Cartago en 1736, por ausencia del titular Dionisio Salmón Pacheco y Abarca. En el ejercicio de este último cargo asumió el 24 de julio de 1736 el gobierno de Costa Rica como teniente de Gobernador, por fallecimiento del Gobernador Antonio Vázquez de la Cuadra y Sequera. Desempeñó el mando durante casi un mes, hasta que el 21 de agosto de ese año lo entregó al Alcalde titular Salmón Pacheco.
Murió en Cartago, Costa Rica, el 7 de marzo de 1737.